# غراهام كوكس (قاضي)
غراهام كوكس (بالإنجليزية: Graham Cox)‏ هو قاضي بريطاني، ولد في 22 ديسمبر 1933، وتوفي في 27 ديسمبر 2014.